# Reichsgau Danzig-Westpreussen

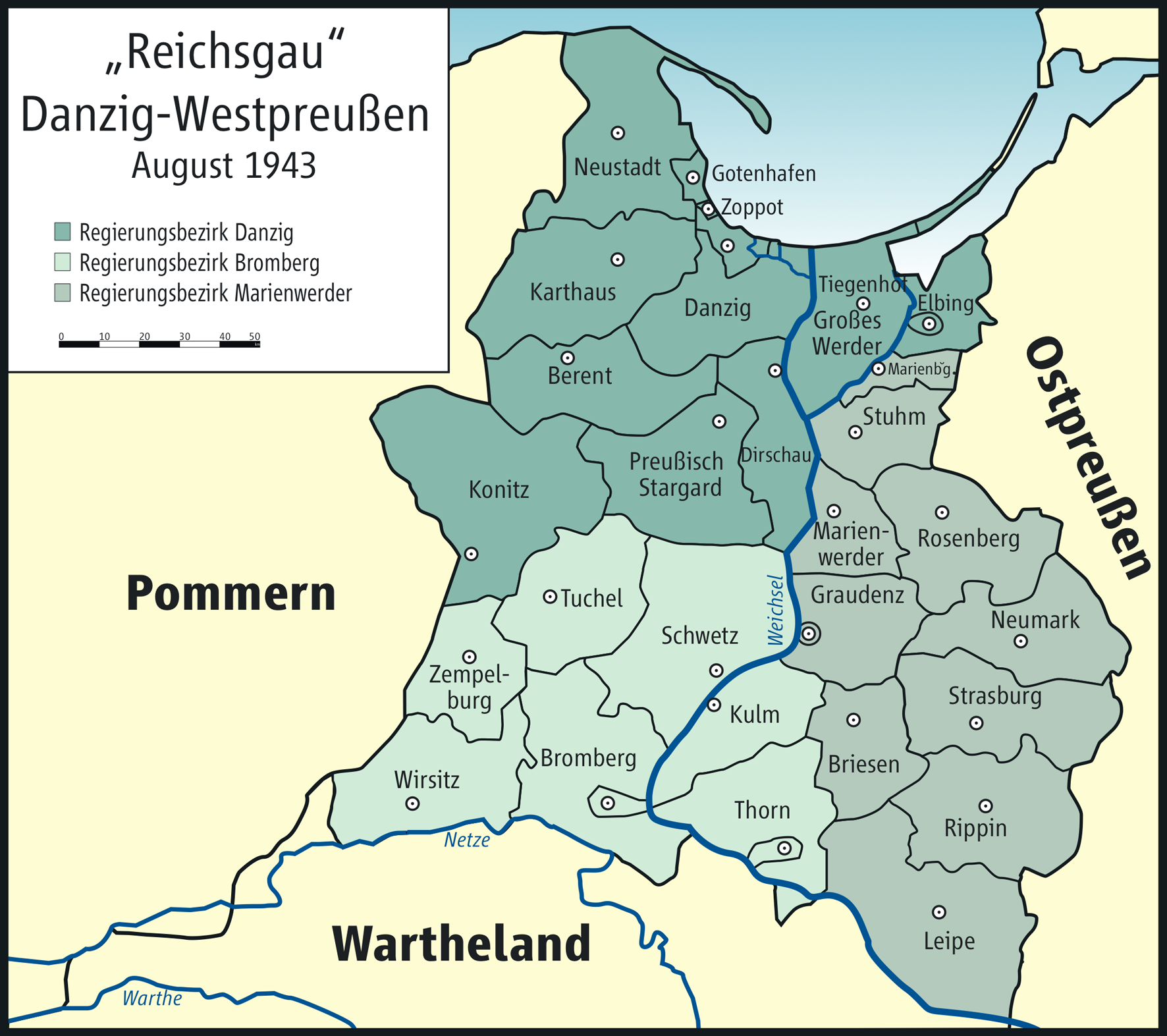
Karta över Reichsgau Danzig-Westpreußen.

Reichsgau Danzig-Westpreussen var 1939–1945 namnet på ett statligt förvaltningsområde inom Tredje riket. Reichsgau Danzig-Westpreussen, som inrättades den 8 oktober 1939, bestod av Fria staden Danzig, den så kallade Polska korridoren och Regierungsbezirk Marienwerder som tidigare ingått i Västpreussen.
Gauleiter var Albert Forster. Reichsgau Danzig-Westpreußen bestod av tre distrikt: Regierungsbezirk Bromberg, Regierungsbezirk Danzig och Regierungsbezirk Marienwerder.